# Weierstrass faktorizációs tétele
A komplex analízisben Weierstrass faktorizációs tétele azt jelenti, hogy komplex számok minden előre megadott megszámlálható halmazához van holomorf függvény, aminek pontosan ezek a nullhelyei. Egy ilyen függvény megadható Weierstrass-szorzatként.

## Motiváció
A nullhelyek véges halmazához megadható egy polinom, aminek ezek a gyökei. Ha ezek {\displaystyle a_{1},\dots a_{n}\;\in \mathbb {C} }, akkor a polinom {\displaystyle \left(1-{\frac {z}{a_{1}}}\right)\cdots \left(1-{\frac {z}{a_{n}}}\right)}. Megszámlálható végtelen esetben a megfelelő szorzat nem konvergál, de a konvergencia biztosítható. Erről az
{\displaystyle 1-z=\exp(\log(1-z))=\exp \left(-\sum _{k=1}^{\infty }{\frac {z^{k}}{k}}\right),\quad z\in \mathbb {C} ,|z|<1}
azonosság alapján tényezőket vezet be, amelyek alakja 
{\displaystyle E_{n}(z):=(1-z)\exp \left(\sum _{k=1}^{n}{\frac {z^{k}}{k}}\right)}.
Az {\displaystyle E_{n}} egyetlen nullhelye {\displaystyle 1}-nél van, azonban az {\displaystyle 1-z}-vel szemben az egységkör minden kompakt halmazán tetszőlegesen közel kerül {\displaystyle 1}-hez, ha elég nagy. Ezzel elérhető a végtelen szorzat konvergenciája.

## Weierstrass-szorzat
Legyen {\displaystyle D} pozitív szorzó az {\displaystyle \Omega \subseteq \mathbb {C} } tartományban, és {\displaystyle a_{k}} egy sorozat, amit úgy választunk, hogy {\displaystyle D=D(0)\cdot 0+\sum _{k}a_{k}}. Ez azt jelenti, hogy a sorozat végighalad {\displaystyle D} tartóin a nullpontok kivételével a szükséges multiplicitással. Ez a {\displaystyle D} divizorhoz tartozó sorozat.
Egy {\displaystyle z^{D(0)}\prod _{k\geq 1}f_{k}(z)} a {\displaystyle D} divizor Weierstrass-szorzata, ha:
- {\displaystyle f_{k}} holomorf {\displaystyle \Omega }-ban
- {\displaystyle f_{k}}-nak pontosan egy egy multiplicitású nullhelye van {\displaystyle a_{k}}-ban
- {\displaystyle \textstyle \prod _{k}f_{k}} normálisan konvergál {\displaystyle \Omega } minden kompakt részhalmazán.

## SzorzattételC{\displaystyle \mathbb {C} }-ben
Minden pozitív  {\displaystyle D} divizorhoz vannak {\displaystyle \mathbb {C} }-ben Weierstrass-szorzatok, és alakjuk {\displaystyle z^{D(0)}\prod _{k\geq 1}E_{k-1}\left({\frac {z}{a_{k}}}\right)}. Ahol {\displaystyle a_{k}} a divizorhoz tartozó {\displaystyle D} sorozat.

## KövetkezményekC{\displaystyle \mathbb {C} }-ben
- Minden divizorhoz van meromorf függvény előre megadott null- és pólushelyekhez. Minden divizor fődivizor.
- Ha {\displaystyle h} meromorf függvény, akkor vannak hozzá {\displaystyle f,g} holomrf függvények, amelyeknek nincs közös nullhelyük úgy, hogy  {\displaystyle h=f/g}. A meromorf függvények alkotják a holomorf függvények integritási tartományának hányadostestét.
- A holomorf függvények gyűrűjében minden gyűrűjében minden nemüres részhalmaznak van legnagyobb közös osztója, habár ez a gyűrű nem faktorizációs gyűrű.

## Tetszőleges tartományban
Legyen {\displaystyle \Omega \subseteq \mathbb {C} } tartomány, {\displaystyle D} pozitív divizor {\displaystyle \Omega } tartományban, aminek {\displaystyle T} a tartója, és jelölje {\displaystyle T':={\overline {T}}\!\setminus \!T} {\displaystyle T} torlódási pontjainak halmazát {\displaystyle \mathbb {C} }-ben. Ekkor a {\displaystyle D} divizorhoz vannak Weierstrass-szorzatok  {\displaystyle \mathbb {C} \!\setminus \!T'}-ben. Általában az {\displaystyle \Omega } tartománynál nagyobb területen konvergálnak.

## Stein-sokaságban
1895-ben Pierre Cousin tovább általánosította Weierstrass faktorizációs tételét, és bizonyította is {\displaystyle \mathbb {C} ^{n}} cilindertartományaira. Arra azonban nem tudott megoldást találni, hogy konstruálható-e meromorf függvény egy adott divizorhoz. EZ volt a Cousin-probléma.
A problémát Jean-Pierre Serre oldotta meg 1953-ban: Ha  {\displaystyle X} Stein-sokaság, akkor egy divizor pontosan egy meromorf függvény divizora, hogyha Chern-kohomológiaosztálya eltűnik {\displaystyle H^{2}(X,\mathbb {Z} )}-ben. Ekkor mivel {\displaystyle X} Stein-sokaság és {\displaystyle H^{2}(X,\mathbb {Z} )=0}, minden divizor fődivizor. Ekkor ugyanis a következő sorozat egzakt:
{\displaystyle 0\to {\mathcal {O}}^{*}(X)\to {\mathcal {M}}^{*}(X)\to {\mathcal {D}}(X)\rightarrow H^{2}(X,\mathbb {Z} )\to 0}
ahol {\displaystyle {\mathcal {D}}} a divizorok nyalábja.

## Fordítás
Ez a szócikk részben vagy egészben  a   Weierstraßscher Produktsatz című német Wikipédia-szócikk fordításán alapul.  Az eredeti cikk szerkesztőit annak laptörténete sorolja fel. Ez a jelzés csupán a megfogalmazás eredetét és a szerzői jogokat jelzi, nem szolgál a cikkben szereplő információk forrásmegjelöléseként.